# Lijst van afleveringen van The X-Files
Dit is een lijst met afleveringen van de Amerikaanse televisieserie The X-Files. De serie telt 11 seizoenen.

## Seizoen 1 (1993–1994)
| Nr. serie | Nr. seizoen | Titel van aflevering | Regisseur        | Schrijver(s)                    | Uitzenddatum      |  |
| --- | ----------- | -------------------- | ---------------- | ------------------------------- | ----------------- |  |
| 1 | 1           | Pilot                | Robert Mandel    | Chris Carter                    | 10 september 1993 |  |
| Agente Dana Scully wordt verplicht samen te werken met Fox Mulder in een poging hem te doen inzien dat er geen paranormale zaken bestaan. In hun eerste zaak worden de lichamen van enkele schoolkinderen gevonden. Billy Miles is de enige overlevende en beweert dat er een lichtflits was. Volgens Mulder is dit het werk van aliens. |             |                      |                  |                                 |                   |  |
| 2 | 2           | Deep Throat          | Daniel Sackheim  | Chris Carter                    | 17 september 1993 |  |
| In Idaho is een militaire testpiloot vermist. Mulder en Scully onderzoeken de zaak. Mulder merkt ongewone vliegtuigen op en verdenkt de overheid van een complot. Mulder breekt in de basis voor verder onderzoek. Hij wordt door militairen opgepakt en zijn geheugen wordt gewist zodat hij niet meer weet wat er is gebeurd sinds hij in Idaho arriveerde. |             |                      |                  |                                 |                   |  |
| 3 | 3           | Squeeze              | Harry Longstreet | Glen Morgan & James Wong        | 24 september 1993 |  |
| Mulder en Scully worden op een zaak van een seriemoordenaar gezet die de lever van zijn slachtoffers verwijderd. Een bizar feit is dat de moordenaar telkens op ongekende manier de plaats delict heeft bereikt en verlaten. Eugene Victor Tooms wordt aangeduid als de dader nadat een uitgerekte vingerafdruk van hem wordt gevonden. Blijkbaar is Eugene in staat zich enorm smal en lang te maken waardoor hij zich door de nauwste doorgangen kan begeven. Dit wordt echter niet bewezen: hij wordt opgepakt wanneer hij op het punt stond om Scully te vermoorden en wordt overgebracht naar een psychiatrische inrichting. |             |                      |                  |                                 |                   |  |
| 4 | 4           | Conduit              | Daniel Sackheim  | Alex Gansa & Howard Gordon      | 1 oktober 1993    |  |
| Terwijl sectiechef Scott Blevins zijn zorgen uit betreffende het X-files departement, wordt Mulder geobsedeerd door een zaak die hem doet denken aan een ontmoeting uit zijn eigen leven: hij is er zeker van getuige te zijn hoe zijn zus Samantha ontvoerd werd door buitenaardse wezens. |             |                      |                  |                                 |                   |  |
| 5 | 5           | The Jersey Devil     | Joe Napolitano   | Chris Carter                    | 8 oktober 1993    |  |
| In Atlantic City wordt een dakloze man vermoord. De moord heeft veel weg van een moord uit 1947. Toen ging het gerucht dat de legendarische "Jersey Duivel", die in de omliggende bossen woont, de dader is. |             |                      |                  |                                 |                   |  |
| 6 | 6           | Shadows              | Michael Katleman | Glen Morgan & James Wong        | 22 oktober 1993   |  |
| Door een ongekende kracht worden plots verschillende mensen gedood. Een jonge vrouw overleeft de aanslag. Mulder denkt dat dit de geest is van de vrouw haar voormalige werkgever. Men gaat ervan uit dat hij zelfmoord pleegde. Mulder is van mening dat hij in werkelijkheid werd vermoord en nu zijn zakenpartner tracht te beschermen. |             |                      |                  |                                 |                   |  |
| 7 | 7           | Ghost in the Machine | Jerrold Freedman | Alex Gansa & Howard Gordon      | 29 oktober 1993   |  |
| Een computer met een hoge artificiële intelligentie start mensen te vermoorden omwille van zelfbehoud nadat hij vernam niet efficiënt genoeg te zijn om het kantoorgebouw te besturen. |             |                      |                  |                                 |                   |  |
| 8 | 8           | Ice                  | David Nutter     | Glen Morgan & James Wong        | 5 november 1993   |  |
| Leden van een expeditie op de Noordpool, die boringen doen, beginnen elkander en zichzelf uit te moorden. Hoe dieper zij in het ijs boren, hoe groter de razernij wordt. Mulder en Scully gaan mee met een nieuw team om de oorzaak te achterhalen. In het ijs leeft een organisme dat de mensen infecteert waardoor zij angstig en paranoïde worden. |             |                      |                  |                                 |                   |  |
| 9 | 9           | Space                | William Graham   | Chris Carter                    | 12 november 1993  |  |
| De lancering van een ruimtevaartschip loopt compleet de mist in door een ongekende kracht. De betreffende ploegbaas beweert dat hij ooit een alien zag toen hij vanuit de Aardbaan Mars bestudeerde. Hij is er zeker van dat de alien zich nu op Aarde bevindt en hem op allerlei manieren kwelt en ook verantwoordelijk is voor de mislukte lancering. |             |                      |                  |                                 |                   |  |
| 10 | 10          | Fallen Angel         | Larry Shaw       | Alex Gansa & Howard Gordon      | 19 november 1993  |  |
| Mulder snelt zich naar een plek waar een UFO (Unidentified flying object) zou zijn gecrasht. Daar wordt hij opgepakt door het leger en in de gevangenis gezet. In de gevangenis ontmoet hij Max Fenig, een UFO-gek die het werk van Mulder volgt. Nadat Mulder wordt vrijgelaten, dient hij zich onmiddellijk te verantwoorden bij zijn oversten. Hij negeert dit omdat hij vreest voor de veiligheid van Max. |             |                      |                  |                                 |                   |  |
| 11 | 11          | Eve                  | Fred Gerber      | Kenneth Biller & Chris Brancato | 10 december 1993  |  |
| Twee mannen, die elk leven aan de andere kant van de Verenigde Staten, worden op onverklaarbare wijze op dezelfde manier en tijdstip vermoord. Beiden hebben een dochter van 8 jaar. Mulder en Scully zijn verrast wanneer blijkt dat de meisjes een identieke tweeling zijn. Ze achterhalen dat het "Litchfield Experiment" nog steeds bestaat: een ingenieus project uit de jaren 1950 om klonen met hoge intelligentie en kracht te ontwikkelen en verboden werd omdat de klonen in psychopaten veranderden. |             |                      |                  |                                 |                   |  |
| 12 | 12          | Fire                 | Larry Shaw       | Chris Carter                    | 17 december 1993  |  |
| Mulder onderzoekt in opdracht van een ex-vriendin de moorden op enkele Britse hoogwaardigheidsbekleders. Cecil L'Ively heeft de gave om met zijn handen vuurbollen af te vuren waarmee hij zijn slachtoffers in brand zet. Nu heeft hij het gericht op Sir Malcolm Marsdens vrouw omdat hij verliefd op haar is. |             |                      |                  |                                 |                   |  |
| 13 | 13          | Beyond the Sea       | David Nutter     | Glen Morgan & James Wong        | 7 januari 1994    |  |
| De ter dood veroordeelde gevangene Luther Lee Boggs beweert dat hij psychische krachten bezit. Hij wil Mulder helpen in de zoektocht naar een seriemoordenaar in ruil voor strafvermindering. Het is de eerste aflevering waar de rollen van Mulder en Scully zijn omgedraaid. In tegenstelling tot Mulder gelooft Scully wel dat de man een gave bezit omdat zij via hem blijkbaar kan communiceren met haar onlangs overleden vader. |             |                      |                  |                                 |                   |  |
| 14 | 14          | Gender Bender        | Rob Bowman       | Larry Barber & Paul Barber      | 21 januari 1994   |  |
| Mulder en Scully onderzoeken de moord op enkele mensen die, na recent seksueel contact te hebben gehad, plots overlijden. Volgens een getuige is de moordenaar zowel een man als een vrouw. Het onderzoek leidt naar een amish-achtig dorpje waarvan Mulder vermoedt dat de inwoners buitenaards DNA (Desoxyribonucleïnezuur) bezitten. Daar vinden ze effectief een persoon die van geslacht kan veranderen. |             |                      |                  |                                 |                   |  |
| 15 | 15          | Lazarus              | David Nutter     | Alex Gansa & Howard Gordon      | 4 februari 1994   |  |
| FBI Agent Jack Willis en bankovervaller Warren Dupre worden tijdens dezelfde overval neergeschoten. Warren overlijdt en Jack wordt gereanimeerd. Na zijn ontslag uit het ziekenhuis begint Jack zich anders te gedragen. Mulder komt tot de conclusie dat de geest van Dupre het lichaam van Jack heeft ingenomen. |             |                      |                  |                                 |                   |  |
| 16 | 16          | Young at Heart       | Michael Lange    | Chris Carter & Scott Kaufer     | 11 februari 1994  |  |
| De psychopaat John Barnett werd door toedoen van Mulder opgesloten. Nu is John vrij en wil hij wraak door Mulder zijn geliefden te doden. Daarbij komt dat John beroep heeft gedaan op een dubieuze dokter die een manier heeft gevonden om het verouderingsproces in versneld tempo om te draaien. Daarom heeft John nu terug het uiterlijk van een tiener en wordt het voor Mulder en Scully moeilijk hem te herkennen. |             |                      |                  |                                 |                   |  |
| 17 | 17          | E.B.E.               | William Graham   | Glen Morgan & James Wong        | 18 februari 1994  |  |
| Mulder en Scully krijgen van de geheime militaire "Deep Throat"-afdeling het bericht dat in Irak een UFO (Unidentified flying object) is gecrasht en dat deze verscheept is naar de Verenigde Staten. Echter worden Mulder en Scully door hen misleid zodat ze de echte waarheid niet achterhalen. |             |                      |                  |                                 |                   |  |
| 18 | 18          | Miracle Man          | Michael Lange    | Chris Carter & Howard Gordon    | 18 maart 1994     |  |
| Mulder en Scully reizen af naar Tennessee om onderzoek te doen naar het "Miracle Ministry". Hun ster is een jongeman die met handoplegging beweert anderen te kunnen genezen. Nu is een persoon enkele minuten na dergelijke handoplegging overleden. |             |                      |                  |                                 |                   |  |
| 19 | 19          | Shapes               | David Nutter     | Marilyn Osborn                  | 1 april 1994      |  |
| Mulder en Scully onderzoeken in een indianenreservaat in Montana een afslachting. Mulder is van mening dat deze zaak gelinkt is met de allereerste X-file ooit aangemaakt door de FBI en dat de "lycanthropy" de dader is. |             |                      |                  |                                 |                   |  |
| 20 | 20          | Darkness Falls       | Joe Napolitano   | Chris Carter                    | 15 april 1994     |  |
| In een afgelegen gebied van het "Washington State National Forest" is een volledige groep van 30 houthakkers vermist. Mulder denkt dat de houthakkers een slapende kwaadaardige kracht hebben gewekt. |             |                      |                  |                                 |                   |  |
| 21 | 21          | Tooms                | David Nutter     | Glen Morgan & James Wong        | 22 april 1994     |  |
| Eugene Victor Tooms wordt vrijgelaten uit de psychiatrische gevangenis. Hij is op zoek naar zijn volgende slachtoffers wiens lever hij dient te eten. Daarna kan hij voor 30 jaar in een winterslaap gaan. Mulder en Scully gaan een strijd aan tegen de klok om Tooms te vinden voordat hij weer voor dertig jaar verdwijnt. |             |                      |                  |                                 |                   |  |
| 22 | 22          | Born Again           | Jerrold Freedman | Alex Gansa & Howard Gordon      | 29 april 1994     |  |
| Een detective en zijn voormalige partner komen om in onverklaarbare omstandigheden. Een klein meisje is getuige van het ongeval. Mulder linkt haar later aan de moord en denkt dat zij de reïncarnatie is van een politieman die door zijn collega's werd vermoord. |             |                      |                  |                                 |                   |  |
| 23 | 23          | Roland               | David Nutter     | Chris Ruppenthal                | 6 mei 1994        |  |
| In het "Mahan Propulsion Laboratory" wordt een team van onderzoekers een voor een vermoord. De enige verdachte is de mentaal gehandicapte conciërge Roland. |             |                      |                  |                                 |                   |  |
| 24 | 24          | The Erlenmeyer Flask | R.W. Goodwin     | Chris Carter                    | 13 mei 1994       |  |
| Mulder en Scully achtervolgen een auto. Deze leidt hen naar een geheim wetenschapslabo waar bewijs zou liggen van een complot van de regering. |             |                      |                  |                                 |                   |  |

## Seizoen 2 (1994–1995)
| Nr. serie | Nr. seizoen | Titel van aflevering  | Regisseur           | Schrijver(s)                               | Uitzenddatum      |  |
| --- | ----------- | --------------------- | ------------------- | ------------------------------------------ | ----------------- |  |
| 25 | 1           | Little Green Men      | David Nutter        | Glen Morgan & James Wong                   | 16 september 1994 |  |
| De afdeling X-files is opgedoekt en Mulder heeft het bijna opgegeven om "de waarheid" te achterhalen. Dit verandert nadat een oud-politicus hem informatie geeft over een verlaten SETI-site in Puerto Rico. Wanneer Scully verneemt dat Mulder vertrokken is op onderzoek, gaat zij op zoek naar hem voordat iemand anders hem vindt.                                                |             |                       |                     |                                            |                   |  |
| 26 | 2           | The Host              | Daniel Sackheim     | Chris Carter                               | 23 september 1994 |  |
| In de riolen van Newark wordt het ontbonden lichaam van een man gevonden. Tijdens de autopsie vindt Scully een parasiet in het lichaam. Ook een andere onderhoudsman wordt gebeten door iets. Zijn lichaam wordt de broedplaats van heel wat parasitaire wormen. |             |                       |                     |                                            |                   |  |
| 27 | 3           | Blood                 | David Nutter        | Darin Morgan, Glen Morgan & James Wong     | 30 september 1994 |  |
| Een kleine gemeenschap van boeren wordt plots agressief en gevaarlijk nadat op het berichtvenster van hun huishoudtoestellen instructies verschenen om te moorden. |             |                       |                     |                                            |                   |  |
| 28 | 4           | Sleepless             | Rob Bowman          | Howard Gordon                              | 7 oktober 1994    |  |
| Mulder vindt in zijn krant een audiocassette. Op de tape heeft iemand een tekst ingesproken: een wetenschapper werd gedood door vuur ondanks er geen enkel bewijs of aanwijzing is dat het lichaam brandwonden heeft. Scully wordt tijdelijk vervangen door Krycek. |             |                       |                     |                                            |                   |  |
| 29 | 5           | Duane Barry           | Chris Carter        | Chris Carter                               | 14 oktober 1994   |  |
| Voormalig FBI-agent Duane Barry ontsnapt uit een psychiatrische instelling. Nu houdt hij enkele mensen gegijzeld in een reisbureau. Mulder en Krycek worden ter plaatse gestuurd voor de onderhandelingen, zeker omdat de man beweert ooit te zijn ontvoerd door een ufo. |             |                       |                     |                                            |                   |  |
| 30 | 6           | Ascension             | Michael Lange       | Paul Brown                                 | 21 oktober 1994   |  |
| Mulder vindt op zijn antwoordapparaat een bericht van Scully met de melding dat ze wordt aangevallen. Mulder is er zeker van dat Duane Barry de dader is en haast zich naar het huis van Scully. Duane heeft Scully ontvoerd en wil haar opofferen voor de buitenaardse wezens. |             |                       |                     |                                            |                   |  |
| 31 | 7           | 3                     | David Nutter        | Glen Morgan, Chris Ruppenthal & James Wong | 4 november 1994   |  |
| Walter Skinner heropent de afdeling X-Files, maar Mulder heeft het moeilijk nu Scully spoorloos is. Mulder onderzoekt de zaak van een moordenaarstrio dat het bloed van hun slachtoffers drinkt. |             |                       |                     |                                            |                   |  |
| 32 | 8           | One Breath            | R.W. Goodwin        | Glen Morgan & James Wong                   | 11 november 1994  |  |
| Op onverklaarbare wijze duikt Scully in comateuze toestand op in een ziekenhuis. Mulder onderzoekt wat er met haar is gebeurd. |             |                       |                     |                                            |                   |  |
| 33 | 9           | Firewalker            | David Nutter        | Howard Gordon                              | 18 november 1994  |  |
| Een robot ontworpen voor vulkanisch onderzoek geeft aan een nieuwe levensvorm te hebben gevonden. Deze levensvorm lijkt de dood te hebben veroorzaakt van een onderzoeker. |             |                       |                     |                                            |                   |  |
| 34 | 10          | Red Museum            | Win Phelps          | Chris Carter                               | 9 december 1994   |  |
| In de wouden van Wisconsin worden enkele tieners met enkel ondergoed gevonden. In hun rug is de tekst "He Is One" ingekerfd. Mulder en Scully starten een onderzoek in dit gebied dat gekend is voor hun vleesindustrie. Al snel stuiten ze op een mysterieuze clan van vegetariërs.                                                                                                  |             |                       |                     |                                            |                   |  |
| 35 | 11          | Excelsis Dei          | Stephen Surjik      | Paul Brown                                 | 16 december 1994  |  |
| In Massachusetts wordt een verpleegster verkracht en geslagen. Het incident krijgt een X-file stempel omdat de verpleegster beweert dat haar aanvaller onzichtbaar was. Scully en Mulder ontdekken heel wat vreemde geheimen over de verpleeginstelling en de bewoners. |             |                       |                     |                                            |                   |  |
| 36 | 12          | Aubrey                | Rob Bowman          | Sara B. Charno                             | 6 januari 1995    |  |
| Het lichaam van een FBI-agent, die in de jaren 1940 verdween toen hij een moordzaak onderzocht, wordt gevonden. De manier waarop hij werd vermoord, is identiek aan een recente moord. Mulder en Scully zijn van mening dat de moordenaar uit 1940 zijn kwaadaardigheid genetisch heeft doorgegeven.                                                                                  |             |                       |                     |                                            |                   |  |
| 37 | 13          | Irresistible          | David Nutter        | Chris Carter                               | 13 januari 1995   |  |
| In Minneapolis graaft iemand lijken op en verwijdert ledematen. Mulder en Scully worden ingeschakeld nadat de lokale politie denkt dat dit het werk van aliens is. |             |                       |                     |                                            |                   |  |
| 38 | 14          | Die Hand die verletzt | Kim Manners         | Glen Morgan & James Wong                   | 27 januari 1995   |  |
| In New Hampshire voeren enkele tieners een ritueel uit om zich stoer voor te doen. Onverwacht leidt dit tot de moord en verminking van een van de deelnemers. Mulder en Scully onderzoeken de zaak en het blijkt dat in het betreffende dorp aanbidders leven van een bepaalde sekte die zelf schrik hebben van een mysterieuze kracht.                                               |             |                       |                     |                                            |                   |  |
| 39 | 15          | Fresh Bones           | Rob Bowman          | Howard Gordon                              | 3 februari 1995   |  |
| Soldaat Jack McAlpin crasht met zijn wagen tegen een boom, nadat hij die ochtend al twee keer hallucineerde, en sterft. Op de boom staat een voodoo-teken. Twee weken eerder kwam een andere soldaat om het leven en vond men eenzelfde teken. Beide soldaten werkten in een opvangcentrum voor vluchtelingen uit Haïti.                                                              |             |                       |                     |                                            |                   |  |
| 40 | 16          | Colony                | Nick Marck          | Chris Carter & David Duchovny              | 10 februari 1995  |  |
| Een onderzoeksteam redde een piloot uit een vliegtuig. Nadat de piloot uit het ziekenhuis wordt ontslagen, start hij met het moorden van dokters die werken in abortusklinieken. Saillant detail: al deze vermoorde dokters zien er zo goed als identiek uit. |             |                       |                     |                                            |                   |  |
| 41 | 17          | End Game              | Rob Bowman          | Frank Spotnitz                             | 17 februari 1995  |  |
| Mulder krijgt bericht dat Scully werd ontvoerd door een buitenaardse premiejager in ruil voor Mulder zijn zus Samantha. Mulder vraagt Skinner om hem te helpen in de ruil en een val op te zetten. |             |                       |                     |                                            |                   |  |
| 42 | 18          | Fearful Symmetry      | James Whitmore, Jr. | Steve De Jarnatt                           | 24 februari 1995  |  |
| De dood van een bouwvakker en de bijhorende vernieling van allerhande voorwerpen kan alleen maar verklaard worden door een ontsnapping van een olifant uit de lokale zoo. Echter, geen enkele getuige heeft dergelijk dier gezien en de dierentuin, waar nog nooit een dier is geboren, mist geen beesten.                                                                            |             |                       |                     |                                            |                   |  |
| 43 | 19          | Død Kalm              | Rob Bowman          | Alex Gansa & Howard Gordon                 | 10 maart 1995     |  |
| Een groep overlevenden, afkomstig van een Amerikaanse oorlogsboot, wordt in een reddingssloep gevonden. Mulder merkt op dat de bemanning op enkele dagen tijd tientallen jaren is verouderd. Hij en Scully reizen naar Noorwegen waar een lokale visser hen brengt naar de coördinaten waar het schip het laatst werd gespot.                                                         |             |                       |                     |                                            |                   |  |
| 44 | 20          | Humbug                | Kim Manners         | Darin Morgan                               | 31 maart 1995     |  |
| Rondom Gibsonton in Florida wordt een reeks van rituele moorden gepleegd die onderling geen verband lijken te hebben. Het laatste slachtoffer is de "Alligator Man", een van de vele freaks in de omgeving. |             |                       |                     |                                            |                   |  |
| 45 | 21          | The Calusari          | Michael Vejar       | Sara B. Charno                             | 14 april 1995     |  |
| Na het nemen van een foto sterft een tweejarige jongen. Deze dood wordt toegeschreven aan een supernatuurlijk incident wat de aandacht van Mulder trekt. Niet veel later sterft een ander familielid waarop de grootmoeder wil dat Roemeense ritualisten het huis vrijmaken van de aanwezige kwaadaardige krachten.                                                                   |             |                       |                     |                                            |                   |  |
| 46 | 22          | F. Emasculata         | Rob Bowman          | Chris Carter & Howard Gordon               | 28 april 1995     |  |
| In een gevangenis sterven meerdere mannen aan een ongekende ziekte. Terwijl Scully vat tracht te krijgen op de oorzaak van de ziekte, gaat Mulder op zoek naar twee ontsnapte personen die de ziekte mogelijk verder verspreiden. |             |                       |                     |                                            |                   |  |
| 47 | 23          | Soft Light            | James Contner       | Vince Gilligan                             | 5 mei 1995        |  |
| Een klasgenote van Scully vraagt haar en Mulder om te helpen in een zaak van plotse verdwijningen met heel weinig aanknopingspunten. Omdat op elke plaats brandsporen zijn, denkt Mulder aan spontane menselijke zelfontbranding, maar verandert van mening nadat hij Dr. Banton, een onderzoeker gespecialiseerd in zwarte materie, ontmoet die schrik heeft van zijn eigen schaduw. |             |                       |                     |                                            |                   |  |
| 48 | 24          | Our Town              | Rob Bowman          | Frank Spotnitz                             | 12 mei 1995       |  |
| Mulder en Scully worden naar Arkansas gestuurd naar aanleiding van een vermiste pluimvee-inspecteur. Een medewerkster in een kippenkwekerij wordt plots gek en pleegt zelfmoord. Eerder gaf zij aan dat de dorpsinwoners letterlijk zijn wat ze eten. |             |                       |                     |                                            |                   |  |
| 49 | 25          | Anasazi               | R.W. Goodwin        | Chris Carter & David Duchovny              | 19 mei 1995       |  |
| Via "The Lone Gunmen" komt Mulder in contact met een hacker die uiterst geheime staatsinformatie heeft kunnen downloaden. De bestanden zijn geëncrypteerd in de Navajo-indianentaal en kunnen enkel ontcijferd worden door een hacker die dergelijke taal spreekt. Zo komen ze in contact met Cigarette Smoking Man.                                                                  |             |                       |                     |                                            |                   |  |

## Seizoen 3 (1995–1996)
| Nr. serie | Nr. seizoen | Titel van aflevering           | Regisseur        | Schrijver(s)                                 | Uitzenddatum      |  |
| --- | ----------- | ------------------------------ | ---------------- | -------------------------------------------- | ----------------- |  |
| 50 | 1           | The Blessing Way               | R.W. Goodwin     | Chris Carter                                 | 22 september 1995 |  |
| De "Cigarette Smoking Man" tracht de bestanden te ontcijferen, maar wordt gedwarsboomd door iemand van wie hij hoopte dat hij reeds dood was. |             |                                |                  |                                              |                   |  |
| 51 | 2           | Paper Clip                     | Rob Bowman       | Chris Carter                                 | 29 september 1995 |  |
| Mulder en Scully zoeken antwoorden op een oude foto van zijn vader en een ongekende man. Dit leidt hen naar de verlaten Strughold-mijn waar ze een gevaarlijk geheim ontdekken. |             |                                |                  |                                              |                   |  |
| 52 | 3           | D.P.O.                         | Kim Manners      | Howard Gordon                                | 6 oktober 1995    |  |
| Mulder trekt naar een kleine stad in Oklahoma waar op zeer korte tijd een vijfde persoon werd getroffen door de bliksem. Dit laatste slachtoffer, een zeer emotionele tiener, overleefde de inslag. |             |                                |                  |                                              |                   |  |
| 53 | 4           | Clyde Bruckman's Final Repose  | David Nutter     | Darin Morgan                                 | 13 oktober 1995   |  |
| Er gebeurt een reeks moorden op mensen die beweren de toekomst te kunnen voorspellen. Hoewel Mulder sceptisch is, vindt hij uiteindelijk iemand die blijkbaar werkelijk over deze gave beschikt. Mulder denkt dat hij via deze persoon de moordenaar snel kan vinden, maar realiseert later dat deze moordenaar wellicht ook een toekomstvoorspeller is en daardoor steeds een stapje voor blijft.                                         |             |                                |                  |                                              |                   |  |
| 54 | 5           | The List                       | Chris Carter     | Chris Carter                                 | 20 oktober 1995   |  |
| Een ter dood veroordeelde gevangene belooft terug te komen na zijn dood om vijf personen te vermoorden die de oorzaak zijn van zijn eigen dood. Wanneer na executie blijkt dat de man zijn woord heeft gehouden, starten Mulder en Scully een onderzoek op hoe de man uit de dood is teruggekeerd. |             |                                |                  |                                              |                   |  |
| 55 | 6           | 2Shy                           | David Nutter     | Jeffrey Vlaming                              | 3 november 1995   |  |
| Een seriemoordenaar lijkt het te hebben gemunt op onzekere, zwaarlijvige vrouwen. Mulder en Scully vinden op de lijken een substantie die teert op het menselijke vet. |             |                                |                  |                                              |                   |  |
| 56 | 7           | The Walk                       | Rob Bowman       | John Shiban                                  | 10 november 1995  |  |
| Een patiënt in een militair ziekenhuis heeft al enkele keren een mislukte zelfmoordpoging ondernomen. Dit trekt de aandacht van Mulder omdat de patiënt beweert dat hij steeds wordt gedwarsboomd door de geest van een soldaat. De betrokken generaal wil niet dat de FBI de zaak onderzoekt, tot wanneer de geestsoldaat hem begint lastig te vallen. Daarbij komt dat alle ledematen van de patiënt in kwestie ooit geamputeerd werden. |             |                                |                  |                                              |                   |  |
| 57 | 8           | Oubliette                      | Kim Manners      | Charles Grant Craig                          | 17 november 1995  |  |
| Nadat een tienermeisje wordt ontvoerd, krijgt een medewerkster in een fastfoodrestaurant mijlen verder een instorting. Sindsdien lijkt het dat deze medewerkster voelt wat het kind meemaakt. De vrouw in kwestie werd als kind 1 jaar gevangengehouden en Mulder denkt dat zij nu kan helpen om het vermiste meisje terug te vinden. |             |                                |                  |                                              |                   |  |
| 58 | 9           | Nisei                          | David Nutter     | Chris Carter, Howard Gordon & Frank Spotnitz | 24 november 1995  |  |
| Een postorderbedrijf verkoopt video’s met de autopsie van een buitenaards wezen. Mulder gaat op zoek naar de distributeur, maar deze wordt thuis vermoord aangetroffen. De dader is wellicht een hoge Japanse diplomaat. Mulder gaat op zoek naar de bron van de video en eindigt in een trainwagon. Scully wordt ontvoerd door een groep vrouwelijke ufo-fanaten die beweren haar te kennen.                                              |             |                                |                  |                                              |                   |  |
| 59 | 10          | 731                            | Rob Bowman       | Frank Spotnitz                               | 1 december 1995   |  |
| Mulder zit vast in een treinwagon dewelke volgens een NSA-agent is gekoppeld met een bom. Scully graaft verder in het mysterie omtrent haar ontvoering. |             |                                |                  |                                              |                   |  |
| 60 | 11          | Revelations                    | David Nutter     | Kim Newton                                   | 15 december 1995  |  |
| Mulder onderzoekt een zaak waar elf slachtoffers omwille van religieuze motieven werden vermoord. Elk van hen beweerden stigmata te hebben, hoewel nu wordt bewezen dat ze allen hierover logen. Nu ontdekken hij en Scully een kleine jongen die onverklaarbare wonden heeft die op stigmata lijken. De jongen dient beschermd te worden omdat de moordenaar wellicht zal opduiken.                                                       |             |                                |                  |                                              |                   |  |
| 61 | 12          | War of the Coprophages         | Kim Manners      | Darin Morgan                                 | 5 januari 1996    |  |
| In een klein dorpje vallen op korte tijd veel doden. Elk lijk wordt gevonden omhuld door kakkerlakken. Scully, die van thuis werkt, heeft een wetenschappelijke verklaring voor de kakkerlakken. Mulder, die ter plaatse is met een insectenexpert, is van mening dat de insecten niet-organisch zijn en mogelijk buitenaards. |             |                                |                  |                                              |                   |  |
| 62 | 13          | Syzygy                         | Rob Bowman       | Chris Carter                                 | 26 januari 1996   |  |
| In New Hampshire gebeuren vreemde moorden die worden toegewijd aan de stand van de planeten waardoor het gedrag van mensen wordt verstoord. |             |                                |                  |                                              |                   |  |
| 63 | 14          | Grotesque                      | Kim Manners      | Howard Gordon                                | 2 februari 1996   |  |
| Mulders voormalige baas, een FBI profiler, vraagt om een zaak te bekijken waar een seriemoordenaar beweert bezeten te zijn door een demonische kracht. De zaak wordt vreemder wanneer de man wordt aangehouden en de moorden blijven duren. |             |                                |                  |                                              |                   |  |
| 64 | 15          | Piper Maru                     | Rob Bowman       | Chris Carter & Frank Spotnitz                | 9 februari 1996   |  |
| Een Frans bergingsschip zendt een crew naar de zeebodem om onderzoek te doen naar een wrak uit de Tweede Wereldoorlog. Daarop krijgt de crew een bizarre ziekte en starten Mulder en Scully een onderzoek. Dit leidt hen naar een bekend gezicht waardoor het leven van Skinner wordt bedreigd. |             |                                |                  |                                              |                   |  |
| 65 | 16          | Apocrypha                      | Kim Manners      | Chris Carter & Frank Spotnitz                | 16 februari 1996  |  |
| Mulder zet zijn onderzoek verder betreffende de vreemde ziekte van de Franse crew. Hij wordt geboycot door verschillende mensen die werken voor de staat. Skinner herstelt van zijn schotwonde, maar Scully ontdekt dat hij nog in gevaar is. Volgens haar heeft de dader ook haar zus vermoord. |             |                                |                  |                                              |                   |  |
| 66 | 17          | Pusher                         | Rob Bowman       | Vince Gilligan                               | 23 februari 1996  |  |
| Een man beschikt over de gave om anderen die dingen te laten doen die hij wil. Hij gebruikt deze gave ook op Mulder om een opdracht te laten uitvoeren waarin hij zal sterven. |             |                                |                  |                                              |                   |  |
| 67 | 18          | Teso dos Bichos                | Kim Manners      | John Shiban                                  | 8 maart 1996      |  |
| Nadat een oud artefact van een archeologische site in Ecuador wordt overgebracht naar Boston, vallen er plots doden. Scully is van mening dat de moorden werden gepleegd door politieke terroristen, maar Mulder denkt aan een meer onwaarschijnlijke uitleg. |             |                                |                  |                                              |                   |  |
| 68 | 19          | Hell Money                     | Tucker Gates     | Jeffrey Vlaming                              | 29 maart 1996     |  |
| In Chinatown (San Francisco) sterven Chinese immigranten in mysterieuze omstandigheden. De lijken missen een of meerdere organen. Scully en Mulder ontdekken een netwerk van orgaanhandel: de migranten dienen deel te nemen aan een gokspel waardoor ze door afstand van een orgaan sneller hun papieren zouden krijgen. |             |                                |                  |                                              |                   |  |
| 69 | 20          | Jose Chung's 'From Outer Space | Rob Bowman       | Darin Morgan                                 | 12 april 1996     |  |
| Een koppel beweert te zijn ontvoerd door buitenaardse wezens. Mulder en Scully interviewen alle betrokkenen, maar ieder van hen geeft een andere versie van de feiten, inclusief de "buitenaardsen". |             |                                |                  |                                              |                   |  |
| 70 | 21          | Avatar                         | James Charleston | David Duchovny & Howard Gordon               | 26 april 1996     |  |
| Skinner leert in een bar een dame kennen en brengt de nacht met haar door. De volgende ochtend is de vrouw dood. Skinner wordt aangeklaagd voor moord. Mulder en Scully starten een onderzoek op naar de werkelijke moordenaar. Daarbij botsen ze op een samenzwering en komen enkele duistere kanten uit Skinners privéleven naar boven.                                                                                                  |             |                                |                  |                                              |                   |  |
| 71 | 22          | Quagmire                       | Kim Manners      | Kim Newton                                   | 3 mei 1996        |  |
| In en rond een meer gebeuren mysterieuze moorden en verdwijningen. Volgens lokale folklore zou er een monster in het meer leven. Scully is sceptisch tot wanneer haar hond plots spoorloos is nadat de lits werd doorgebeten. Ondanks er een alligator in het meer wordt gevonden en de zaak daarmee als opgelost wordt bestempeld, twijfelt Mulder nog.                                                                                   |             |                                |                  |                                              |                   |  |
| 72 | 23          | Wetwired                       | Rob Bowman       | Mat Beck                                     | 10 mei 1996       |  |
| Nadat burgers illusionaire tekeningen zien, start een reeks aan moorden. |             |                                |                  |                                              |                   |  |
| 73 | 24          | Talitha cumi                   | R.W. Goodwin     | Chris Carter & David Duchovny                | 17 mei 1996       |  |
| Mulder en Scully zoeken naar een man die over vreemde krachten beschikt. Dit leidt naar de ontdekking van een gevaarlijk geheim uit Mulders verleden waardoor de waarheid over het al dan niet bestaan van buitenaards leven op een kantje komt te staan. |             |                                |                  |                                              |                   |  |

## Seizoen 4 (1996–1997)
| Nr. serie | Nr. seizoen | Titel van aflevering               | Regisseur        | Schrijver(s)                                               | Uitzenddatum     |  |
| --- | ----------- | ---------------------------------- | ---------------- | ---------------------------------------------------------- | ---------------- |  |
| 74 | 1           | Herrenvolk                         | R.W. Goodwin     | Chris Carter                                               | 4 oktober 1996   |  |
| Jeremiah Smith, die beweert te worden achtervolgd door buitenaardse premiejagers, brengt Mulder naar een boerderij waar diverse klonen zijn van Jeremia’s zus. |             |                                    |                  |                                                            |                  |  |
| 75 | 2           | Home                               | Kim Manners      | Glen Morgan & James Wong                                   | 11 oktober 1996  |  |
| In een klein, rustig dorpje wordt een baby geboren met heel wat afwijkingen waardoor het niet veel later sterft. Tijdens het onderzoek stoot men op een groep mutanten die eveneens aangeboren afwijkingen hebben.                                                           |             |                                    |                  |                                                            |                  |  |
| 76 | 3           | Teliko                             | James Charleston | Howard Gordon                                              | 18 oktober 1996  |  |
| Mulder en Scully worden ingezet in een zaak waar mensen met een zwarte huidskleur op onverklaarbare manier blank worden en daarop sterven. De verandering van huidskleur is ofwel het gevolg van een medische aandoening of van een bizarre vloek of behandeling.            |             |                                    |                  |                                                            |                  |  |
| 77 | 4           | Unruhe                             | Rob Bowman       | Vince Gilligan                                             | 27 oktober 1996  |  |
| Mulder en Scully onderzoeken een reeks van bizarre ontvoeringen. Het enige aanknopingspunt zijn onverklaarbare foto's. Wanneer Scully het volgende slachtoffer dreigt te worden, moet Mulder de denkwijze van de dader achterhalen en gebruiken.                             |             |                                    |                  |                                                            |                  |  |
| 78 | 5           | The Field Where I Died             | Rob Bowman       | Glen Morgan & James Wong                                   | 3 november 1996  |  |
| Mulder en Scully zijn op zoek naar een informant die zich in een occulte groep heeft geïnfiltreerd. Wanneer zij kennis maken met de vrouw van de leider, ervaren ze een hechte band met haar.                                                                                |             |                                    |                  |                                                            |                  |  |
| 79 | 6           | Sanguinarium                       | Kim Manners      | Valerie Mayhew & Vivian Mayhew                             | 10 november 1996 |  |
| In een ziekenhuis voor plastische chirurgie vinden bizarre moorden plaats waarbij Mulder denkt aan supernatuurlijke krachten. |             |                                    |                  |                                                            |                  |  |
| 80 | 7           | Musings of a Cigarette Smoking Man | James Wong       | Glen Morgan                                                | 17 november 1996 |  |
| Mulder en Scully ontmoeten Byers en Frohike en krijgen meer details over het mogelijke echte leven van de "Cigarette Smoking Man". |             |                                    |                  |                                                            |                  |  |
| 81 | 8           | Tunguska                           | Kim Manners      | Chris Carter & Frank Spotnitz                              | 24 november 1996 |  |
| Een diplomaat met een dodelijke vracht leidt ertoe dat Mulder en Scully in een web van intriges geraken en Mulder noodgedwongen naar Rusland moet. |             |                                    |                  |                                                            |                  |  |
| 82 | 9           | Terma                              | Rob Bowman       | Chris Carter & Frank Spotnitz                              | 1 december 1996  |  |
| Volgend op de vorige aflevering wonen Scully en Skinner de verhoring bij van een verdachte senator. Mulder en Krycek komen terecht in een Russische goelag. |             |                                    |                  |                                                            |                  |  |
| 83 | 10          | Paper Hearts                       | Rob Bowman       | Vince Gilligan                                             | 15 december 1996 |  |
| Mulder herstart een oude zaak waarbij jonge meisjes in hun nachtjapon werden vermoord om vervolgens hun hart te verwijderen. Mulder komt de moordenaar op het spoor. Deze laatste insinueert dat hij Samantha destijds op zulke wijze heeft vermoord.                        |             |                                    |                  |                                                            |                  |  |
| 84 | 11          | El Mundo Gira                      | Tucker Gates     | John Shiban                                                | 12 januari 1997  |  |
| Na een dodelijke slachtpartij in een werkkamp gaan Mulder en Scully op zoek naar sporen van de "Chupacabra". |             |                                    |                  |                                                            |                  |  |
| 85 | 12          | Leonard Betts                      | Kim Manners      | Vince Gilligan, John Shiban & Frank Spotnitz               | 26 januari 1997  |  |
| Nadat een lijk verdwijnt uit een mortuarium onderzoeken Mulder en Scully zijn eveneens vreemde doodsoorzaak. Dit leidt bij Scully tot een gruwelijke openbaring. |             |                                    |                  |                                                            |                  |  |
| 86 | 13          | Never Again                        | Rob Bowman       | Glen Morgan & James Wong                                   | 2 februari 1997  |  |
| Scully ontmoet een man die beweert niet met haar te mogen praten omdat zijn tattoos dat verbieden. |             |                                    |                  |                                                            |                  |  |
| 87 | 14          | Memento Mori                       | Rob Bowman       | Chris Carter, Vince Gilligan, John Shiban & Frank Spotnitz | 9 februari 1997  |  |
| Mulder onderzoekt de mysterieuze ontvoering van Scully wat ondertussen twee jaar geleden plaatsvond. Scully zelf kampt met gezondheidsproblemen en er wordt bij haar een vreemde kanker ontdekt.                                                                             |             |                                    |                  |                                                            |                  |  |
| 88 | 15          | Kaddish                            | Kim Manners      | Howard Gordon                                              | 16 februari 1997 |  |
| Nadat in een Joodse gemeenschap enkele moorden worden gepleegd, worden de moordenaars opgepakt en door de gemeenschap vermoord. Mulder en Scully onderzoeken of het hier een zaak van wraak betreft of dat er andere krachten aan het werk zijn.                             |             |                                    |                  |                                                            |                  |  |
| 89 | 16          | Unrequited                         | Michael Lange    | Chris Carter & Howard Gordon                               | 23 februari 1997 |  |
| Een zeer hooggeplaatste militair wordt vermoord. Mulder en Scully starten een zoektocht naar de schijnbaar niet-te-stoppen en onzichtbare dader. |             |                                    |                  |                                                            |                  |  |
| 90 | 17          | Tempus Fugit                       | Rob Bowman       | Chris Carter & Frank Spotnitz                              | 16 maart 1997    |  |
| Tijdens het verjaardagsfeest van Scully verneemt Mulder dat Max Fenig omkwam in een vliegtuigcrash waarvan het ongeluk mogelijk te wijten is aan een interactie van buitenaardse wezens.                                                                                     |             |                                    |                  |                                                            |                  |  |
| 91 | 18          | Max                                | Kim Manners      | Chris Carter & Frank Spotnitz                              | 23 maart 1997    |  |
| Mulder en Scully zetten hun zoektocht naar het gecrashte vliegtuig, door toedoen van een UFO (Unidentified flying object), verder. Hun onderzoek wordt geboycot door het leger dat er alles aan doet om de ware oorzaak van het incident geheim te houden.                   |             |                                    |                  |                                                            |                  |  |
| 92 | 19          | Synchrony                          | James Charleston | Howard Gordon & David Greenwalt                            | 13 april 1997    |  |
| Een moordverdachte beweert dat een oude toekomstverteller hem vertelde over de dood van het slachtoffer. Daarop besliste de verdachte om het slachtoffer te redden. Hij was echter te laat waardoor hij nu wordt aanzien als de moordenaar.                                  |             |                                    |                  |                                                            |                  |  |
| 93 | 20          | Small Potatoes                     | Cliff Bole       | Vince Gilligan                                             | 20 april 1997    |  |
| In een afgelegen dorpje worden plots baby's geboren met een staart. |             |                                    |                  |                                                            |                  |  |
| 94 | 21          | Zero Sum                           | Kim Manners      | Howard Gordon & Frank Spotnitz                             | 27 april 1997    |  |
| Mulder gebruikt een illegale methode om een bizarre dood te onderzoeken waarvan hij denkt dat deze op een of andere manier gelinkt is met Skinner. Skinner zelf heeft de taak op zich genomen alles te doen om Scully te doen genezen van haar mysterieuze kankergezwel.     |             |                                    |                  |                                                            |                  |  |
| 95 | 22          | Elegy                              | James Charleston | John Shiban                                                | 4 mei 1997       |  |
| Het spoor van een reeks moorden leidt naar een huis voor mentaal zieke patiënten. Daarbij komt dat elk slachtoffer vooraf een duidelijke waarschuwing had ontvangen van zijn dood.                                                                                           |             |                                    |                  |                                                            |                  |  |
| 96 | 23          | Demons                             | Kim Manners      | R.W. Goodwin                                               | 11 mei 1997      |  |
| Tijdens een onderzoek naar een dubbele moord verliest Mulder plots zijn geheugen. |             |                                    |                  |                                                            |                  |  |
| 97 | 24          | Gethsemane                         | R.W. Goodwin     | Chris Carter                                               | 18 mei 1997      |  |
| Onderzoekers hebben in Noord-Canada onweerlegbaar bewijs gevonden voor buitenaards leven. Echter, Mulder is sceptisch over het bewijs tot wanneer dubieuze agenten plots moorden beginnen te plegen om het bewijs geheim te houden. Dit leidt tot een schokkende ontdekking. |             |                                    |                  |                                                            |                  |  |

## Seizoen 5 (1997–1998)
| Nr. serie | Nr. seizoen | Titel van aflevering       | Regisseur         | Schrijver(s)                                         | Uitzenddatum     |  |
| --- | ----------- | -------------------------- | ----------------- | ---------------------------------------------------- | ---------------- |  |
| 98 | 1           | Redux                      | R.W. Goodwin      | Chris Carter                                         | 2 november 1997  |  |
| Scully helpt Mulder met het ensceneren van diens dood, maar wordt opgepakt en onderworpen aan een kritisch onderzoek. Mulder zoekt naar een oplossing zodat Scully geen sanctie krijgt. Daarbij komt de waarheid aan het licht betreffende de aliens die hij achterna zat. Skinner wordt aanzien als een verrader binnen de FBI. |             |                            |                   |                                                      |                  |  |
| 99 | 2           | Redux II                   | Kim Manners       | Chris Carter                                         | 9 november 1997  |  |
| Scully ligt op sterven. De "Cigarette Smoking Man" maakt een belangrijke beslissing om Mulder te helpen. De climax leidt er enkel toe dat Mulder zijn geloof in het bovennatuurlijke is ingestort. |             |                            |                   |                                                      |                  |  |
| 100 | 3           | Unusual Suspects           | Kim Manners       | Vince Gilligan                                       | 16 november 1997 |  |
| Deze aflevering geeft meer achtergrond over "The Lone Gunmen". In 1989 beslissen twee handelaars en een politieman om Susanne Modeski te helpen. Zij beweerde te worden gechanteerd door haar gewelddadige ex-vriend Fox Mulder.                                                                                                 |             |                            |                   |                                                      |                  |  |
| 101 | 4           | Detour                     | Brett Dowler      | Frank Spotnitz                                       | 23 november 1997 |  |
| Mulder en Scully zijn onderweg naar een FBI-conventie in Florida. Onderweg onderzoeken ze de mysterieuze verdwijning van drie personen waarvan wordt beweerd dat ze door een paar onzichtbare wezens werden ontvoerd. |             |                            |                   |                                                      |                  |  |
| 102 | 5           | The Post-Modern Prometheus | Chris Carter      | Chris Carter                                         | 30 november 1997 |  |
| Mulder en Scully ontvangen een brief van een alleenstaande moeder dewelke hen leidt naar een dorpje waar een hedendaags "monster van Frankenstein" zou leven. |             |                            |                   |                                                      |                  |  |
| 103 | 6           | Christmas Carol            | Peter Markle      | Vince Gilligan, John Shiban & Frank Spotnitz         | 7 december 1997  |  |
| Tijdens de kerstdagen krijgt Scully nachtmerries waarin ze tips krijgt over de moord van een moeder haar dochter. |             |                            |                   |                                                      |                  |  |
| 104 | 7           | Emily                      | Kim Manners       | Vince Gilligan, John Shiban & Frank Spotnitz         | 14 december 1997 |  |
| Scully tracht het leven van haar dochter te beschermen. Mulder ontdekt hoe Scully's dochter werd verwekt. |             |                            |                   |                                                      |                  |  |
| 105 | 8           | Kitsunegari                | Daniel Sackheim   | Vince Gilligan & Tim Minear                          | 4 januari 1998   |  |
| Nadat 'Pusher' Modell uit de gevangenis ontsnapt, dienen Mulder en Scully snel actie te ondernemen. Pusher wil namelijk wraak nemen en heeft het op Mulder gemunt. |             |                            |                   |                                                      |                  |  |
| 106 | 9           | Schizogeny                 | Ralph Hemecker    | Jessica Scott & Mike Wollaeger                       | 11 januari 1998  |  |
| Een tiener wordt verdacht van moord op zijn vader, maar Mulder en Scully zijn overtuigd dat er zich een groter gevaar in de woonwijk bevindt. |             |                            |                   |                                                      |                  |  |
| 107 | 10          | Chinga                     | Kim Manners       | Chris Carter & Stephen King (schrijver)              | 8 februari 1998  |  |
| Tijdens een vakantie in Maine ontmoet Scully heel wat jongeren die zichzelf verwonden en dit in opdracht van een vreemd jong meisje. |             |                            |                   |                                                      |                  |  |
| 108 | 11          | Kill Switch                | Rob Bowman        | William Gibson & Tom Maddox                          | 15 februari 1998 |  |
| Een teruggetrokken computerexpert, waarvan geruchten gaan dat hij artificiële intelligentie onderzocht, wordt vermoord. Het onderzoek leidt naar een ongewone moordenaar die niet terugdeinst om de meest gruwelijke martelmethoden te gebruiken.                                                                                |             |                            |                   |                                                      |                  |  |
| 109 | 12          | Bad Blood                  | Cliff Bole        | Vince Gilligan                                       | 22 februari 1998 |  |
| In Texas sterven in korte tijd veel mensen. Het bloed is op mysterieuze wijze grotendeels uit hun lichaam verdwenen. Mulder doodt een "vampier", maar dit blijkt een doodgewone jongen te zijn. Mulder en Scully dienen nu verhoord te worden door Skinner en vergelijken nu hun versie van de feiten.                           |             |                            |                   |                                                      |                  |  |
| 110 | 13          | Patient X                  | Kim Manners       | Chris Carter & Frank Spotnitz                        | 1 maart 1998     |  |
| Scully ontmoet Cassandra Spender, een vrouw die beweert te zijn ontvoerd door aliens. Mulder neemt meer en meer afstand van een complot van buitenaardsen waardoor hij persoonlijke opmerkingen krijgt van de andere FBI-medewerkers.                                                                                            |             |                            |                   |                                                      |                  |  |
| 111 | 14          | The Red and the Black      | Chris Carter      | Chris Carter & Frank Spotnitz                        | 8 maart 1998     |  |
| Cassandra Spender is vermist en haar zoon Jeffrey doet er alles aan om promotie te krijgen binnen de FBI. Mulder laat Scully onder hypnose brengen om de waarheid te achterhalen. |             |                            |                   |                                                      |                  |  |
| 112 | 15          | Travelers                  | William A. Graham | John Shiban & Frank Spotnitz                         | 29 maart 1998    |  |
| In 1990 onderzoekt een jonge Fox Mulder de moord op een voormalig FBI Agent. Deze agent behandelde een van de eerste X-files dewelke dateert uit de jaren vijftig. Mulder achterhaalt dat zijn eigen vader mogelijk betrokken partij is.                                                                                         |             |                            |                   |                                                      |                  |  |
| 113 | 16          | Mind's Eye                 | Kim Manners       | Tim Minear                                           | 19 april 1998    |  |
| Een blinde vrouw wordt verdacht van een moord, maar Mulder is het daar niet mee eens en dat haar betrokkenheid niet is wat het lijkt. |             |                            |                   |                                                      |                  |  |
| 114 | 17          | All Souls                  | Allen Coulter     | Dan Angel, Billy Brown, John Shiban & Frank Spotnitz | 26 april 1998    |  |
| Father McCue vraagt Scully om de onverklaarbare dood van een jonge gehandicapte vrouw te onderzoeken. Scully stuit op een mysterie waar ze zelf schrik van heeft om het te kunnen begrijpen. |             |                            |                   |                                                      |                  |  |
| 115 | 18          | The Pine Bluff Variant     | Rob Bowman        | John Shiban                                          | 3 mei 1998       |  |
| Scully wantrouwt Mulder. Ze verdenkt hem een dubbele agenda te hebben. |             |                            |                   |                                                      |                  |  |
| 116 | 19          | Folie a Deux               | Kim Manners       | Vince Gilligan                                       | 10 mei 1998      |  |
| Een man met wanen beweert dat zijn baas een monster is en wil er alles aan doen om dit te bewijzen. |             |                            |                   |                                                      |                  |  |
| 117 | 20          | The End                    | R.W. Goodwin      | Chris Carter                                         | 17 mei 1998      |  |
| Tijdens het onderzoek van de moord op een schaakspeler ontmoeten Mulder en Scully een jongen die gelinkt kan worden met alle X-files waardoor het departement kan worden opgedoekt. |             |                            |                   |                                                      |                  |  |

## Film:The X-Files: Fight the Future(1998)
- The X-Files: Fight the Future

## Seizoen 6 (1998–1999)
| Nr. serie | Nr. seizoen | Titel van aflevering           | Regisseur       | Schrijver(s)                                 | Uitzenddatum     |  |
| --- | ----------- | ------------------------------ | --------------- | -------------------------------------------- | ---------------- |  |
| 118 | 1           | The Beginning                  | Kim Manners     | Chris Carter                                 | 8 november 1998  |  |
| Fox Mulder en Dana Scully jagen op een dodelijk wezen in de woestijn van Arizona. Hun zoektocht lijkt Mulders vermoeden te bevestigen over buitenaards leven. De X-files worden heropend, maar het onderzoek wordt toegewezen aan Jeffrey Spender en Diana Fowly die Mulders argumenten weerleggen en negeren.                                                                                             |             |                                |                 |                                              |                  |  |
| 119 | 2           | Drive                          | Rob Bowman      | Vince Gilligan                               | 15 november 1998 |  |
| Mulder zit vast in een wagen tezamen met een verwarde man. Scully tracht Mulder te lokaliseren en vraagt zich af of de verwarde man een dodelijke ziekte heeft, wellicht verspreid door de overheid, en of Mulder met het virus besmet is geraakt. |             |                                |                 |                                              |                  |  |
| 120 | 3           | Triangle                       | Chris Carter    | Chris Carter                                 | 22 november 1998 |  |
| Mulder onderzoekt een schip dat in 1939 verdween in de Bermudadriehoek. Wanneer hij aan boord gaat, komt hij plots in het verleden terecht en ontmoet de bemanning en de passagiers. Zij zitten allemaal vast in het verleden. |             |                                |                 |                                              |                  |  |
| 121 | 4           | Dreamland                      | Kim Manners     | Vince Gilligan, John Shiban & Frank Spotnitz | 29 november 1998 |  |
| Na een anonieme tip krijgen Mulder en Scully eindelijk toestemming om Area 51 te bezoeken. Daar zijn ze getuige van de vlucht van een mysterieus vliegtuig. Na de vlucht lijkt het alsof de geest en het geheugen van twee mannen zijn omgewisseld. |             |                                |                 |                                              |                  |  |
| 122 | 5           | Dreamland II                   | Kim Manners     | Vince Gilligan, John Shiban & Frank Spotnitz | 6 december 1998  |  |
| Scully vindt het gedrag van haar partner verdacht. Mulder wil zijn levensstijl terug op het rechte spoor brengen. |             |                                |                 |                                              |                  |  |
| 123 | 6           | How the Ghosts Stole Christmas | Chris Carter    | Chris Carter                                 | 13 december 1998 |  |
| Op kerstavond overtuigt Mulder Scully om een huis te bezoeken waarvan men beweert dat het er spookt. Daar komen ze Maurice en Lyda tegen die beweren de eenzame geestbewoners van het huis te zijn en verklaren dat de kerstperiode eenzaam kan zijn. |             |                                |                 |                                              |                  |  |
| 124 | 7           | Terms of Endearment            | Rob Bowman      | David Amann                                  | 3 januari 1999   |  |
| Nadat een moeder verdacht wordt op de dood van haar ongeboren baby, ontdekken Mulder en Scully dat de vader zijn eigen geheimen heeft. En hij is niet de enige. |             |                                |                 |                                              |                  |  |
| 125 | 8           | The Rain King                  | Kim Manners     | Jeffrey Bell                                 | 10 januari 1999  |  |
| Mulder en Scully onderzoeken de oorzaak van de droogte in een klein dorpje. Een man beweert dat hij het weer kan controleren en zo grote winsten kan opstrijken. Echter, Mulder en Scully ontdekken een nog grotere natuurkracht die even onvoorspellend is als het weer. |             |                                |                 |                                              |                  |  |
| 126 | 9           | S.R. 819                       | Daniel Sackheim | John Shiban                                  | 17 januari 1999  |  |
| Walter Skinner wordt vergiftigd. Mulder en Scully hebben 24 uur tijd om hem te redden en om na te gaan wie hem dood wil en waarom. |             |                                |                 |                                              |                  |  |
| 127 | 10          | Tithonus                       | Michael Watkins | Vince Gilligan                               | 24 januari 1999  |  |
| Scully maakt binnen de FBI kans op promotie en krijgt een nieuwe partner. Ze onderzoeken een reeks van moorden waarbij ze een man ontmoeten die er telkens in slaagt de laatste momenten van het slachtoffer te fotograferen. |             |                                |                 |                                              |                  |  |
| 128 | 11          | Two Fathers                    | Kim Manners     | Chris Carter & Frank Spotnitz                | 7 februari 1999  |  |
| Cassandra Spender duikt opnieuw op. Mulder en Scully heropenen hun zoektocht naar de samenzwering van de buitenaardsen. Het "Syndicate" tracht er alles aan te doen om hen te boycotten. |             |                                |                 |                                              |                  |  |
| 129 | 12          | One Son                        | Rob Bowman      | Chris Carter & Frank Spotnitz                | 14 februari 1999 |  |
| Cassandra vertelt de waarheid over het complet van de buitenaardsen aan Mulder. Tezelfdertijd doet haar ex-man de "Cigarette Smoking Man" zijn verhaal aan Agent Spender in de hoop dat hij de kant kiest van het complet. Daarbij komt dat het "Syndicate" hun ultieme plan wil uitvoeren, maar Mulder en Scully doen er alles aan om hen te stoppen.                                                     |             |                                |                 |                                              |                  |  |
| 130 | 13          | Agua Mala                      | Rob Bowman      | David Amann                                  | 21 februari 1999 |  |
| Arthur Dales schakelt de hulp in van Mulder en Scully nadat zijn buren vermist zijn. Mulder en Scully zitten omwille van een aankomende tornado vast in een gebouw waar ook de andere inwonenden zijn. Daar blijkt er iets vreemds aan de hand te zijn met het water. |             |                                |                 |                                              |                  |  |
| 131 | 14          | Monday                         | Kim Manners     | Vince Gilligan & John Shiban                 | 28 februari 1999 |  |
| De wereld zit plots in een tijdsherhaling waardoor de dag zich telkens herhaalt met minuscule wijzigingen. Enkel 1 vrouw blijkt zich hier bewust van te zijn en contacteert Mulder en Scully. De oorzaak heeft iets te maken met een bankoverval die zich nu uiteraard ook bij elke herhaling voordoet. De vrouw moet Mulder en Scully overtuigen iets te doen waardoor de overval nooit zal plaatsvinden. |             |                                |                 |                                              |                  |  |
| 132 | 15          | Arcadia                        | Michael Watkins | Daniel Arkin                                 | 7 maart 1999     |  |
| In een idyllische gemeenschap/sekte verdwijnen mensen. Mulder en Scully gaan undercover als een getrouwd koppel. De leider van de sekte neemt de regelgeving en gebruiken wel zeer serieus, meer dan dat Scully en Mulder zich hadden kunnen indenken. |             |                                |                 |                                              |                  |  |
| 133 | 16          | Alpha                          | Peter Markle    | Jeffrey Bell                                 | 28 maart 1999    |  |
| De "Wanshang Dhole", een uitgestorven ondersoort van de Aziatische wilde hond, blijkt plots toch nog te bestaan en wordt verantwoordelijk geacht voor de doding van verschillende mensen. |             |                                |                 |                                              |                  |  |
| 134 | 17          | Trevor                         | Rob Bowman      | Jim Guttridge & Ken Hawryliw                 | 11 april 1999    |  |
| Nadat een gevangenis door een tornado wordt verwoest, is een gevangene op de vlucht. Hij wordt verdacht van de moord op de gevangenisbewaarder. De gevangene spoort zijn ex-vriendin op en tracht zijn zoon te ontvoeren. Mulder en Scully ontdekken dat de man zich kan verplaatsen via geleidend materiaal.                                                                                              |             |                                |                 |                                              |                  |  |
| 135 | 18          | Milagro                        | Kim Manners     | Chris Carter, John Shiban & Frank Spotnitz   | 18 april 1999    |  |
| Een buurman van Mulder is schrijver. Momenteel is hij bezig aan een boek waarin een seriemoordenaar het hart van zijn slachtoffers als trofee meeneemt. Vreemd genoeg gebeuren deze moorden in werkelijkheid en dit kort nadat de auteur de verhaallijn heeft uitgetypt. Mulder en Scully gaan op onderzoek. Al snel ondervindt Scully dat de auteur gevoelens voor haar heeft.                            |             |                                |                 |                                              |                  |  |
| 136 | 19          | The Unnatural                  | David Duchovny  | David Duchovny                               | 25 april 1999    |  |
| Arther Dales, broer van de man die de X-files opstartte, was tijdens het Roswellincident net agent geworden. Hij ontmoette een zwarte honkballer waarvan hij zeker was dat het in werkelijkheid een buitenaards wezen is dat zich in andere vormen kon transformeren. |             |                                |                 |                                              |                  |  |
| 137 | 20          | Three of a Kind                | Bryan Spicer    | Vince Gilligan & John Shiban                 | 2 mei 1999       |  |
| "The Lone Gunmen" ontmoeten in Las Vegas Susanne Modeski en Scully. Scully en de Lone Gunmen achterhalen dat Susanne haar verloofde een hersenspoelende drug wil verspreiden dewelke politieke moorden uitlokt. |             |                                |                 |                                              |                  |  |
| 138 | 21          | Field Trip                     | Kim Manners     | Vince Gilligan, John Shiban & Frank Spotnitz | 9 mei 1999       |  |
| In de velden van North Carolina worden de skeletten gevonden van een man en een vrouw. Mulder en Scully achterhalen dat een schimmelsoort een soort LSD-drug afscheidt via zijn sporen. Die sporen zetten zich vast op het lichaam van mensen en verteren hen. Scully en Mulder gaan op zoek, maar hallucineren omwille van de drug waardoor ze niet meer weten wat echt of hallucinatie is.               |             |                                |                 |                                              |                  |  |
| 139 | 22          | Biogenesis                     | Rob Bowman      | Chris Carter & Frank Spotnitz                | 16 mei 1999      |  |
| Volgens Mulder zijn de metalen objecten die onlangs in Afrika werden gevonden het bewijs dat het leven elders in het universum startte. Alex Krycek en Diana Fowley contacteren Skinner waardoor deze Mulder nauwlettend in het oog houdt. Na contact met de objecten wordt Mulder ziek en reist Scully hem achterna.                                                                                      |             |                                |                 |                                              |                  |  |

## Seizoen 7 (1999–2000)
| Nr. serie | Nr. seizoen | Titel van aflevering               | Regisseur        | Schrijver(s)                                 | Uitzenddatum     |  |
| --- | ----------- | ---------------------------------- | ---------------- | -------------------------------------------- | ---------------- |  |
| 140 | 1           | The Sixth Extinction               | Kim Manners      | Chris Carter                                 | 7 november 1999  |  |
| Walter Skinner en Michael Kritschgau trachten uit te zoeken wat er mis is met Fox Mulder sinds deze in een soort coma ligt na in aanraking te zijn geweest met metalen objecten die in Afrika werden gevonden. Scully zit nog steeds in Afrika op zoek naar oude artefacten.                                                                                 |             |                                    |                  |                                              |                  |  |
| 141 | 2           | The Sixth Extinction II: Amor Fati | Michael Watkins  | Chris Carter & David Duchovny                | 14 november 1999 |  |
| Scully is terug uit Amerika en ontdekt dat Mulder verdwenen is. Hij werd door de "Cigarette Smoking Man" naar een plaats gebracht waar "al zijn problemen zijn opgelost". |             |                                    |                  |                                              |                  |  |
| 142 | 3           | Hungry                             | Kim Manners      | Vince Gilligan                               | 21 november 1999 |  |
| Een medewerker van een fastfood-restaurant wordt verdacht de hersenen van zijn slachtoffer op te eten. |             |                                    |                  |                                              |                  |  |
| 143 | 4           | Millennium                         | Thomas J. Wright | Vince Gilligan & Frank Spotnitz              | 28 november 1999 |  |
| De "Millennium Group" beweert dat de Apocalyps zal plaatsvinden op 1 januari 2000. Een van hun leden spoort mensen aan om zich vrijwillig door hem te laten doden met de belofte dat ze zullen verrijzen in het paradijs. |             |                                    |                  |                                              |                  |  |
| 144 | 5           | Rush                               | Robert Lieberman | David Amann                                  | 5 december 1999  |  |
| Een schooljongen wordt verdacht van de bizarre moord op een politieman. Scully en Mulder ontdekken dat de jongen en zijn vrienden de gave bezitten om zich sneller te verplaatsen dan het menselijk oog kan waarnemen. |             |                                    |                  |                                              |                  |  |
| 145 | 6           | The Goldberg Variation             | Thomas J. Wright | Jeffrey Bell                                 | 12 december 1999 |  |
| Henry Weems wordt van een gebouw gesmeten, maar overleeft de val. Hij lijkt de meest gelukkige mens van de wereld te zijn. Mulder en Scully vragen zich af waarom de maffia achter de man aanzit en iedereen rondom hem wel ongelukkig is. |             |                                    |                  |                                              |                  |  |
| 146 | 7           | Orison                             | Rob Bowman       | Chip Johannessen                             | 9 januari 2000   |  |
| Dominee Orison krijgt het voor elkaar dat Donnie Pfaster, die Scully ooit ontvoerde, vroegtijdig vrij komt. Al snel komt de dominee tot de conclusie dat hij "het pure kwaad" heeft losgelaten en schakelt daarop de hulp van Scully in. |             |                                    |                  |                                              |                  |  |
| 147 | 8           | The Amazing Maleeni                | Thomas J. Wright | Vince Gilligan, John Shiban & Frank Spotnitz | 16 januari 2000  |  |
| "The Amazing Maleeni" is een magiër die tijdens zijn act zijn hoofd 360 graden kan draaien. Wanneer men zijn lichaam vindt, zonder hoofd, starten Mulder en Scully een onderzoek. Zij komen tot de conclusie dat de ex-vrouw van de magiër, zijn tweelingbroer en een onsuccesvolle rivaal plannen hebben om een bankoverval te plegen.                      |             |                                    |                  |                                              |                  |  |
| 148 | 9           | Signs & Wonders                    | Kim Manners      | Jeffrey Bell                                 | 23 januari 2000  |  |
| De kerk van een klein dorpje is de plaats delict van een aantal rituele moorden. De kerk is eigendom van "Church of God with Signs and Wonders" en hun aanhangers lezen en interpreteren de Bijbel letterlijk. Binnen de kerk zijn er de gewone gelovigen en uiteraard ook de fanatiekelingen. Deze twee groepen leven niet zo vreedzaam samen als gedacht.  |             |                                    |                  |                                              |                  |  |
| 149 | 10          | Sein und Zeit                      | Michael Watkins  | Chris Carter & Frank Spotnitz                | 6 februari 2000  |  |
| Mulder onderzoekt de verdwijning van een meisje. Dit wordt hem obsessief omdat er meerdere meisjes in exact dezelfde omstandigheden verdwenen. Scully vreest dat hij te emotioneel betrokken raakt omdat zijn zus 27 jaar eerder ook verdween. Daarbij komt dat zijn moeder net zelfmoord heeft gepleegd.                                                    |             |                                    |                  |                                              |                  |  |
| 150 | 11          | Closure                            | Kim Manners      | Chris Carter & Frank Spotnitz                | 13 februari 2000 |  |
| Mulder ontmoet een man wiens zoon jaren geleden verdween. Volgens hem hebben 'walk-ins' de geest van zijn zoon en die van Samantha Mulder genomen omdat de kinderen voorbestemd waren voor een ongelukkig leven. Hij en de man starten een zoektocht waarbij Mulder de waarheid ontdekt achter Samantha's verdwijning.                                       |             |                                    |                  |                                              |                  |  |
| 151 | 12          | X-Cops                             | Michael Watkins  | Vince Gilligan                               | 20 februari 2000 |  |
| Het televisieprogramma Cops zendt filmmateriaal uit waar de FBI en de lokale politie het opnemen tegen een monster dat leeft op basis van angsten van de anderen. In tegenstelling tot Scully geniet Mulder van de publiciteit. |             |                                    |                  |                                              |                  |  |
| 152 | 13          | First Person Shooter               | Chris Carter     | William Gibson & Tom Maddox                  | 27 februari 2000 |  |
| "The Lone Gunmen" doen een beroep op Mulder en Scully. Zij hebben tezamen met een computerspelbedrijf een VR-spel gemaakt. De virtuele wereld werd overgenomen door een vrouwelijk computerpersonage dat niet meer enkel in die virtuele wereld leeft. |             |                                    |                  |                                              |                  |  |
| 153 | 14          | Theef                              | Kim Manners      | Vince Gilligan, John Shiban & Frank Spotnitz | 12 maart 2000    |  |
| Een prominente dokter vindt het lichaam van zijn schoonvader. Op de muur staat in bloed het woord "Theef". Mulder verdenkt dat de familie geteisterd wordt door hekserij. |             |                                    |                  |                                              |                  |  |
| 154 | 15          | En Ami                             | Rob Bowman       | William B. Davis                             | 19 maart 2000    |  |
| Een kleine jongen geneest tot Scully's verbazing van een zware kankervorm en dit terwijl er geen enkele medische behandeling werd uitgevoerd omwille van het strenge geloof van diens ouders. De "Cigarette Smoking Man" wil Scully de waarheid achter de genezing uitleggen en beweert dat er een medicijn bestaat dat alle menselijke ziekten kan genezen. |             |                                    |                  |                                              |                  |  |
| 155 | 16          | Chimera                            | Cliff Bole       | David Amann                                  | 2 april 2000     |  |
| In een klein dorpje is een vrouw vermist. Mulder neemt de zaak aan en komt tot de conclusie dat de moord werd gepleegd door een geest die men vanuit de onderwereld heeft opgeroepen. |             |                                    |                  |                                              |                  |  |
| 156 | 17          | All Things                         | Gillian Anderson | Gillian Anderson                             | 9 april 2000     |  |
| Terwijl Mulder in Engeland is, laat Scully zich voeren door het toeval, kans, geloof en wat er zou zijn gebeurd mocht ze getrouwd zijn met de man met wie ze een relatie had tijdens haar medische opleiding. |             |                                    |                  |                                              |                  |  |
| 157 | 18          | Brand X                            | Kim Manners      | Steven Maeda & Greg Walker                   | 16 april 2000    |  |
| Een man heeft een aanklacht ingediend tegen een nieuw sigarettenmerk. Omdat hij nu doodsbedreigingen krijgt, staat hij onder bescherming van de FBI. Desondanks komt de man om in mysterieuze omstandigheden. Mulder en Scully achterhalen dat de sigaretten een gevaarlijk geheim met zich meedragen.                                                       |             |                                    |                  |                                              |                  |  |
| 158 | 19          | Hollywood A.D.                     | David Duchovny   | David Duchovny                               | 30 april 2000    |  |
| Hollywood producer Wayne Federman tracht Skinner te overhalen om een film te maken over de X-files divisie. Mulder en Scully stellen zich vragen over hoe waarheidsgetrouw de film zal zijn en hoe hun personages zullen worden gebracht. |             |                                    |                  |                                              |                  |  |
| 159 | 20          | Fight Club                         | Paul Shapiro     | Chris Carter                                 | 7 mei 2000       |  |
| Mulder en Scully komen twee dubbelgangers tegen die onderling een gevecht starten. Ze worden uiteengezet en de agenten trachten te achterhalen wie ze zijn en waarom/waarover ze ruziën. |             |                                    |                  |                                              |                  |  |
| 160 | 21          | Je Souhaite                        | Vince Gilligan   | Vince Gilligan                               | 14 mei 2000      |  |
| Mulder en Scully's komen via een man en zijn gehandicapte broer in contact met een geest die wensen werkelijkheid doet worden, maar de motieven van de geest zijn dubieus. |             |                                    |                  |                                              |                  |  |
| 161 | 22          | Requiem                            | Kim Manners      | Chris Carter                                 | 21 mei 2000      |  |
| Mulder en Scully gaan terug naar de plaats waar hun eerste onderzoek plaatsvond omdat er terug een reeks ontvoeringen zijn gebeurd. Scully wordt wegens gezondheidsproblemen van de zaak gehaald. De "Cigarette Smoking Man", op zijn sterfbed, laat Marita Covarrubias en Krycek tot bij hem komen.                                                         |             |                                    |                  |                                              |                  |  |

## Seizoen 8 (2000–2001)
| Nr. serie | Nr. seizoen | Titel van aflevering  | Regisseur       | Schrijver(s)                  | Uitzenddatum     |  |
| --- | ----------- | --------------------- | --------------- | ----------------------------- | ---------------- |  |
| 162 | 1           | Within                | Kim Manners     | Chris Carter                  | 5 november 2000  |  |
| Een gespecialiseerde FBI-ploeg, onder leiding van John Doggett, tracht de vermiste Fox Mulder op te sporen. Scully wantrouwt John en start met Skinner een eigen zoektocht. |             |                       |                 |                               |                  |  |
| 163 | 2           | Without               | Kim Manners     | Chris Carter                  | 12 november 2000 |  |
| In een afgelegen school in de woestijn van Arizona worden leerlingen, Doggett, Scully, Gibson, Skinner en enkele agenten gegijzeld door een premiejager. De gijzelaas weten dat de gijzelaar onder hen is, maar hebben geen idee wie dit juist is. Mulder lijkt zich te bevinden in een ruimteschip waar experimenten op hem worden uitgevoerd. |             |                       |                 |                               |                  |  |
| 164 | 3           | Patience              | Chris Carter    | Chris Carter                  | 19 november 2000 |  |
| Nu Mulder verdwenen is, neemt John Dogget zijn plaats in en wordt daardoor de nieuwe partner van Scully in de X-files divisie. Ze onderzoeken een reeks gruwelijke moorden die door een vleermuisachtige creatuur werden gepleegd. |             |                       |                 |                               |                  |  |
| 165 | 4           | Roadrunners           | Rod Hardy       | Vince Gilligan                | 26 november 2000 |  |
| Scully achtervolgt een sekte welke een slijmachtig organisme aanbidt. |             |                       |                 |                               |                  |  |
| 166 | 5           | Invocation            | Richard Compton | David Amann                   | 3 december 2000  |  |
| Een kleine jongen, die tien jaar eerder werd ontvoerd, daagt plots terug op zonder enige vorm van veroudering. De zaak brengt bij Doggett een pijnlijke herinnering naar boven en hij verdenkt de jongen ervan niet de persoon is die hij beweert te zijn.                                                                                      |             |                       |                 |                               |                  |  |
| 167 | 6           | Redrum                | Peter Markle    | Daniel Arkin & Steven Maeda   | 10 december 2000 |  |
| Een advocaat en vriend van Doggett wordt verdacht van de moord op zijn vrouw. |             |                       |                 |                               |                  |  |
| 168 | 7           | Via Negativa          | Tony Wharmby    | Frank Spotnitz                | 17 december 2000 |  |
| Doggett en Skinner trachten een religieuze sekteleider te doen stoppen met het verspreiden van preken die aanzetten tot religieuze moorden. Scully neemt enige tijd verlof nu ze in de beginfase van haar zwangerschap zit. |             |                       |                 |                               |                  |  |
| 169 | 8           | Surekill              | Terrence O'Hara | Greg Walker                   | 7 januari 2001   |  |
| Een vastgoedmakerlaar schiet zichzelf dood in een betonnen gevangeniscel. Dogget concludeert dat er veel meer aan de hand is dan een ogenschijnlijke zelfmoord. |             |                       |                 |                               |                  |  |
| 170 | 9           | Salvage               | Rod Hardy       | Jeffrey Bell                  | 14 januari 2001  |  |
| Doggett en Scully vinden een dode man die toch nog leeft: het blijkt een metalen persoon te zijn die wraak wil nemen op de persoon die hem creëerde. |             |                       |                 |                               |                  |  |
| 171 | 10          | Badlaa                | Tony Wharmby    | John Shiban                   | 21 januari 2001  |  |
| Een mysterieuze man, die zichzelf uit India heeft gesmokkeld, terroriseert twee families in Washington, D.C. en tracht hen uit te roeien. Scully tracht de vreemde gebeurtenissen te behandelen door erin te geloven zoals Mulder deed, maar komt tot de conclusie dat dit niet zo eenvoudig is.                                                |             |                       |                 |                               |                  |  |
| 172 | 11          | The Gift              | Kim Manners     | Frank Spotnitz                | 4 februari 2001  |  |
| Dogget heropent een zaak over een "zieleneter" welke Mulder verborgen hield voor Scully. Dogget hoopt hiermee de waarheid achter de ontvoering op Mulder te bewijzen. |             |                       |                 |                               |                  |  |
| 173 | 12          | Medusa                | Richard Compton | Frank Spotnitz                | 11 februari 2001 |  |
| Dogget onderzoekt vreemde sterfgevallen in de ondergrondse metrotunnels van Boston. Scully moet de uitbaters van de metro ervan overtuigen het metroverkeer voorlopig stil te laten leggen, iets waar zij geen oren naar hebben. |             |                       |                 |                               |                  |  |
| 174 | 13          | Per Manum             | Kim Manners     | Chris Carter & Frank Spotnitz | 18 februari 2001 |  |
| Scully ontmoet enkele vrouwen die beweerden zwanger te zijn geworden nadat ze werden ontvoerd door buitenaardse wezens. De baby’s werden niet op natuurlijke wijze verwekt, maar er werden buitenaardse bevruchte eicellen bij hen ingeplant of hun eigen cellen werden bevrucht met buitenaards sperma.                                        |             |                       |                 |                               |                  |  |
| 175 | 14          | This Is Not Happening | Kim Manners     | Chris Carter & Frank Spotnitz | 25 februari 2001 |  |
| Dogget schakelt de hulp in van FBI agent Monica Reyes betreffende het Mulder-dossier. Tegelijkertijd duikt een groep mensen op die eerder op hetzelfde tijdstip werden ontvoerd door wellicht buitenaardsen. Allen van hen zijn gestorven. Onder de slachtoffers vindt men Mulder.                                                              |             |                       |                 |                               |                  |  |
| 176 | 15          | Deadalive             | Tony Wharmby    | Chris Carter & Frank Spotnitz | 1 april 2001     |  |
| Drie maanden na de begrafenis van Mulder verrijst een dode ontvoerde persoon. Scully hoopt hierdoor een manier te vinden om Mulder ook te laten verrijzen. Ook Alex Krycek stelt Skinner een smerig voorstel voor waarin ook hij beweert Mulder terug onder de levenden te krijgen.                                                             |             |                       |                 |                               |                  |  |
| 177 | 16          | Three Words           | Tony Wharmby    | Chris Carter & Frank Spotnitz | 8 april 2001     |  |
| Mulder zet een geheim onderzoek op: een man werd neergeschoten bij het Witte Huis omdat hij de president wou waarschuwen voor een buitenaardse invasie en kolonisatie. |             |                       |                 |                               |                  |  |
| 178 | 17          | Empedocles            | Barry K. Thomas | Greg Walker                   | 22 april 2001    |  |
| Reyes overtuigt Mulder om op zoek te gaan naar de moordenaar van Doggetts zoon. Dit leidt tot een schermutseling tussen Mulder en Doggett. |             |                       |                 |                               |                  |  |
| 179 | 18          | Vienen                | Rod Hardy       | Steven Maeda                  | 29 april 2001    |  |
| Mulder en Doggett onderzoeken de dood van arbeiders op een olieboorplatform. Mulder is overtuigd dat het opgepompte olie een buitenaardse oorsprong heeft. |             |                       |                 |                               |                  |  |
| 180 | 19          | Alone                 | Frank Spotnitz  | Frank Spotnitz                | 6 mei 2001       |  |
| Nu Scully op zwangerschapsverlof is, wordt Layla Harrison de tijdelijke partner van Doggett. Zij blijkt alles te weten over de X-files. Wanneer Harrison en Doggett spoorloos zijn, negeert Mulder zijn orders om hen te zoeken. |             |                       |                 |                               |                  |  |
| 181 | 20          | Essence               | Kim Manners     | Chris Carter                  | 13 mei 2001      |  |
| Mulder, Skinner en Doggett achterhalen de vreselijke gevolgen van het pact tussen het "Syndicate" en de aliens: een hybride tracht nu alle bewijzen en testen te vernietigen, waartoe ook de veel te vroeg geboren baby van Scully behoort. |             |                       |                 |                               |                  |  |
| 182 | 21          | Existence             | Kim Manners     | Chris Carter                  | 20 mei 2001      |  |
| Mulder, Doggett en Skinner proberen de buitenaardse replicaties tegen te houden nu zij hun samenzwering met de FBI bekend willen maken. Scully gaat naar een ver afgelegen locatie om te schuilen, maar Reyes achterhaalt dat zij daar niet veilig is.                                                                                          |             |                       |                 |                               |                  |  |

## Seizoen 9 (2001–2002)
| Nr. serie | Nr. seizoen | Titel van aflevering                | Regisseur         | Schrijver(s)                                  | Uitzenddatum     |  |
| --- | ----------- | ----------------------------------- | ----------------- | --------------------------------------------- | ---------------- |  |
| 183 | 1           | Nothing Important Happened Today    | Kim Manners       | Chris Carter & Frank Spotnitz                 | 11 november 2001 |  |
| John Doggett start een onderzoek naar Deputy Director Alvin Kersh en een zoektocht naar Fox Mulder. |             |                                     |                   |                                               |                  |  |
| 184 | 2           | Nothing Important Happened Today II | Tony Wharmby      | Chris Carter & Frank Spotnitz                 | 18 november 2001 |  |
| Shannon McMahon, die voorheen met Doggett bij de marine samenwerkte, beweert dat ze een "super soldaat" is. Dit leidt hem naar een oorlogsschip waar in een verborgen laboratorium geheime testen worden uitgevoerd. |             |                                     |                   |                                               |                  |  |
| 185 | 3           | Dæmonicus                           | Frank Spotnitz    | Frank Spotnitz                                | 2 december 2001  |  |
| Dana Scully geeft nu les op de Quantico Training Academy. Dogget en Monica Reyes onderzoeken hun eerste gezamenlijke X-file: een reeks van satanische rituele moorden. |             |                                     |                   |                                               |                  |  |
| 186 | 4           | 4-D                                 | Tony Wharmby      | Steven Maeda                                  | 9 december 2001  |  |
| Een gemene moordenaar bedreigt Dogget en Reyes en is dan plots spoorloos verdwenen. Dogget blijkt dan neergeschoten te zijn met de revolver van Reyes. |             |                                     |                   |                                               |                  |  |
| 187 | 5           | Lord of the Flies                   | Kim Manners       | Thomas Schnauz                                | 16 december 2001 |  |
| Een tienerjongen sterft tijdens een waaghalzerij die hij wou filmen en opsturen naar een televisieprogramma. De stunt blijkt niet de doodsoorzaak te zijn, maar de dood is veroorzaakt door een familiegeheim. |             |                                     |                   |                                               |                  |  |
| 188 | 6           | Trust No. 1                         | Tony Wharmby      | Chris Carter & Frank Spotnitz                 | 6 januari 2002   |  |
| Scully haar hoop om Mulder te vinden wordt groter nadat ze van een vreemde man informatie ontvangt waar Mulder zich zou verbergen. Maar is de man wel te betrouwen en brengt hij Mulder niet in nog meer gevaar? |             |                                     |                   |                                               |                  |  |
| 189 | 7           | John Doe                            | Michelle MacLaren | Vince Gilligan                                | 13 januari 2002  |  |
| Dogget zit in Mexico, maar heeft geen idee wie hij is en geen enkele herinnering over zijn verleden. Hij tracht uit te vissen wie hij is en welk complot dit heeft veroorzaakt. In de Verenigde Staten starten Scully en Reyers een zoektocht naar Dogget. |             |                                     |                   |                                               |                  |  |
| 190 | 8           | Hellbound                           | Kim Manners       | David Amann                                   | 27 januari 2002  |  |
| Reyes neemt leiding in een zaak waar een man levend werd gevild en dit heeft overleefd. |             |                                     |                   |                                               |                  |  |
| 191 | 9           | Provenance                          | Kim Manners       | Chris Carter & Frank Spotnitz                 | 3 maart 2002     |  |
| Wanneer onderdelen van een ruimtetuig opduiken, tracht de FBI hun onderzoek en de X-files te verbergen. Scully dient drastische maatregelen te ondernemen wanneer ze ontdekt dat haar zoon William wordt bedreigd. |             |                                     |                   |                                               |                  |  |
| 192 | 10          | Providence                          | Chris Carter      | Chris Carter & Frank Spotnitz                 | 10 maart 2002    |  |
| Scully wantrouwt Skinner en Folmer en zet haar eigen zoektocht op omtrent de verdwijning van William. Daarbij krijgt ze hulp van Reyes en "The Lone Gunmen". |             |                                     |                   |                                               |                  |  |
| 193 | 11          | Audrey Pauley                       | Kim Manners       | Steven Maeda                                  | 17 maart 2002    |  |
| Reyes ontwaakt in een surrealistisch ziekenhuis uit coma nadat ze door een wagen werd aangereden. Een andere patiënt beweert dat ze zich bevinden in een wachtkamer van de dood. Reyes is er zeker van dat ze zichzelf uit coma heeft gehaald omdat ze dacht dat men organen wou afnemen. |             |                                     |                   |                                               |                  |  |
| 194 | 12          | Underneath                          | John Shiban       | John Shiban                                   | 31 maart 2002    |  |
| Doggett tracht een fout te vinden in het DNA (Desoxyribonucleïnezuur) van "Screwdriver Killer" om zo te kunnen bewijzen hoe hij nu is ontsnapt. Dogget had de Screwdriver Killer 13 jaar eerder bijna betrapt en gevat. |             |                                     |                   |                                               |                  |  |
| 195 | 13          | Improbable                          | Chris Carter      | Chris Carter                                  | 7 april 2002     |  |
| Scully en Reyes trachten een seriemoordenaar te vatten. Daarvoor moeten ze vertrouwen stellen in hun krachten van verleiding en de hulp van een mysterieuze kaartspeler. |             |                                     |                   |                                               |                  |  |
| 196 | 14          | Scary Monsters                      | Dwight Little     | Thomas Schnauz                                | 14 april 2002    |  |
| Leyla Harrison, Reyes en Doggett rijden naar een bergketen waar een vrouw zelfmoord pleegde door zichzelf herhaaldelijk te steken. Haar man weigert dat ook maar iemand hun zoon ziet of spreekt. |             |                                     |                   |                                               |                  |  |
| 197 | 15          | Jump the Shark                      | Cliff Bole        | Vince Gilligan, John Shiban & Frank Spotnitz  | 21 april 2002    |  |
| Morris Fletcher benadert de leden van de X-files met informatie over de "Super Soldiers". Daarop gaan zij naar "The Lone Gunmen". Zij wisten al van een plot over bio-terroristen via de mysterieuze Yves Adele Harlow. |             |                                     |                   |                                               |                  |  |
| 198 | 16          | William                             | David Duchovny    | Chris Carter, David Duchovny & Frank Spotnitz | 28 april 2002    |  |
| Een vreemde, mismaakte man biedt zich aan op het kantoor van de X-files. Scully voert een DNA (Desoxyribonucleïnezuur)-test uit en is verrast dat er overeenkomsten zijn met het DNA van William. |             |                                     |                   |                                               |                  |  |
| 199 | 17          | Release                             | Kim Manners       | David Amann & John Shiban                     | 5 mei 2002       |  |
| Een student van Scully blijkt een expert te zijn in het profileren van seriemoordenaars. Door zijn toedoen wordt het dossier betreffende de moord op Doggetts zoon Luke heropent. |             |                                     |                   |                                               |                  |  |
| 200 | 18          | Sunshine Days                       | Vince Gilligan    | Vince Gilligan                                | 12 mei 2002      |  |
| Doggett, Reyes, Scully en Skinner onderzoeken een bizarre moord. Hoofdverdachte is Oliver Martin die een ongewone obsessie heeft voor de sitcom "The Brady Bunch". |             |                                     |                   |                                               |                  |  |
| 201 & 202 | 19 & 20     | The Truth                           | Kim Manners       | Chris Carter                                  | 19 mei 2002      |  |
| Na een jaar ontdekken Skinner en Scully dat Mulder werd opgepakt voor de moord op Knowle Rohrer. Hij is een hooggeplaatste militair die werkt voor het geheime "Super Soldiers" project. Met hulp van Skinner, Reyes, Dogget, Scully en Alvin Kersh kan Mulder ontsnappen. Hij en Scully vluchten naar New Mexico waar zwarte helicopters een Anasazi-nederzetting vernielen. Bij hen is de "Cigarette Smoking Man". |             |                                     |                   |                                               |                  |  |

## Film:The X-Files: I Want to Believe(2008)
- The X-Files: I Want to Believe

## Seizoen 10 (2016)
| Nr. serie | Nr. seizoen | Titel van aflevering                    | Regisseur    | Schrijver(s)                                       | Uitzenddatum     |  |
| --- | ----------- | --------------------------------------- | ------------ | -------------------------------------------------- | ---------------- |  |
| 203 | 1           | My Struggle                             | Chris Carter | Chris Carter                                       | 24 januari 2016  |  |
| Veertien jaar later krijgt Mulder telefoon van Scully om een zaak te onderzoeken van een vrouw die beweert destijds bij elke zwangerschap te zijn ontvoerd door buitenaardse wezens en waarbij haar embryo's werden afgenomen. De zaak kwam aan het licht via Tad O'Malley, die een eigen internetvideokanaal heeft. Hij brengt Mulder ook bij een vliegtuig dat zichzelf onzichtbaar kan maken en buitenaardse technologie bevat. Mulder begrijpt eindelijk dat alle ontvoeringen niet door buitenaardsen werd gedaan, maar door deze groep van mensen. Wanneer alles openbaar dreigt gemaakt te worden, verdwijnen de vrouw en Tad. Het vliegtuig wordt vernietigd door het leger. De "Cigarette Smoking Man" ontvangt een telefoontje met melding dat "The X-files" zijn heropend. |             |                                         |              |                                                    |                  |  |
| 204 | 2           | Founder's Mutation                      | James Wong   | James Wong                                         | 25 januari 2016  |  |
| Dokter Sanjay pleegt zelfmoord nadat hij plots een oorverdovende tinnitus krijgt. Mulder en Scully onderzoeken de zaak en komen terecht in een laboratorium met kinderen die elk een andere zeer zware afwijking hebben. |             |                                         |              |                                                    |                  |  |
| 205 | 3           | Mulder and Scully Meet the Were-Monster | Darin Morgan | Darin Morgan                                       | 1 februari 2016  |  |
| Mulder is zijn geloof in het buitenaardse en het bovennatuurlijke kwijt. Hij en Scully worden op een zaak gezet van moorden waarbij de keel van het slachtoffer werd overgebeten. Volgens getuigen was de dader een hagedisachtig wezen met menselijke trekken. Alles lijkt erop dat een man transformeert in een hagedis en dan een moord pleegt. Er wordt een verdachte opgepakt, maar deze beweert een hagedis te zijn die af en toe in een mens verandert en dat hij op het punt staat om een winterslaap te nemen van 10.000 jaar. Verder ontkent hij de moorden. Nadat de echte moordenaar wordt opgepakt, is Mulder de enige getuige hoe zijn eerste verdachte muteert van mens naar hagedis waardoor zijn geloof in het buitenaardse en bovennatuurlijke is hersteld. |             |                                         |              |                                                    |                  |  |
| 206 | 4           | Home Again                              | Glen Morgan  | Glen Morgan                                        | 8 februari 2016  |  |
| In Philadelphia heeft het gemeentebestuur beslist dat daklozen niet langer meer op straat mogen leven. Daarom worden ze momenteel overgebracht naar een lokaal ziekenhuis. De straatartiest Trashman neemt het op voor de daklozen. Hij boetseert voor hen het beeld de "Band-Aid Nose Man", maar het beeld verandert in een tulpa en komt tot leven. Het verscheurt iedereen die meewerkt aan de opruiming en kan zich verbergen als beschildering op een doek of muur. Scully's moeder krijgt een hartaanval en overlijdt. Dit brengt Scully emotioneel in de war en doet haar denken aan haar kind William dat ze afstond ter adoptie. |             |                                         |              |                                                    |                  |  |
| 207 | 5           | Babylon                                 | Chris Carter | Chris Carter                                       | 15 februari 2016 |  |
| Een moslimextremist overleeft een aanslag met zijn bomgordel, maar is in een soort van hersendode toestand. Agenten Einstein en Miller vragen Scully en Mulder of er een manier is om met de man te communiceren. Scully doet een test met een EEG waarop de man lijkt te reageren. Mulder neemt paddo's in, niet wetende dat Miller hem placebo's gaf. Toch krijgt hij een visioen waarin hij onder andere "The Lone Gunmen", de "Cigarette Smoking Man" en Skinner ontmoet. Ook ziet hij een vrouw die de terrorist omhelst. De terrorist zegt enkele woorden in het Arabisch. De volgende dag blijkt de vrouw de moeder van de terrorist te zijn. Mulder herinnert zich de Arabische woorden. Dit leidt hen naar een hotel waar moslimextremisten hun volgende aanslag aan het voorbereiden zijn. |             |                                         |              |                                                    |                  |  |
| 208 | 6           | My Struggle II                          | Chris Carter | Chris Carter, Dr. Margaret Fearon & Dr. Anne Simon | 22 februari 2016 |  |
| Op enkele uren tijd heeft zowat de complete bevolking griepachtige symptomen en neemt het aantal overlijdens daardoor spectaculair toe. Mulder is spoorloos, maar agent Miller kan hem tot bij de "Cigarette Smoking Man" traceren. Scully krijgt bericht van Monica Reyes. Zij verzorgt de Cigarette Smoking Man. Volgens haar heeft hij een chemtrail verspreidt die het immuunsysteem van mensen uitschakelt. Slechts enkelen zullen overleven, waaronder de Cigarette Smoking Man, Monica en Scully. Reden is dat hun DNA (Desoxyribonucleïnezuur) ooit gemodificeerd werd met buitenaards DNA dat resistent is tegen de chemtrail. Scully ontwikkelt met behulp van haar DNA een medicijn en wil dit toedienen aan de ondertussen ziek geworden Mulder, die dankzij Miller uit het huis van de Cigarette Smoking Man werd meegenomen. Scully vreest dat er te weinig van het medicijn is om Mulder te redden en dat ze stamcellen nodig hebben. De enige persoon die deze stamcellen kan leveren, is hun zoon William waarvan niet geweten is waar deze zich bevindt. Dan verschijnt er boven hen een UFO (Unidentified flying object) die een blauwe straal op Scully richt. De aftiteling start daarop. |             |                                         |              |                                                    |                  |  |

## Seizoen 11 (2018)
| Nr. serie | Nr. seizoen | Titel van aflevering           | Regisseur      | Schrijver(s)                    | Uitzenddatum     |  |
| --- | ----------- | ------------------------------ | -------------- | ------------------------------- | ---------------- |  |
| 209 | 1           | My Struggle III                | Chris Carter   | Chris Carter                    | 3 januari 2018   |  |
| Scully is na een beroerte in het ziekenhuis opgenomen. Daar heeft zij een visioen waarbij zij, William en Mulders zoon betrokken zijn. Mulder gaat op onderzoek uit en kruist onopzettelijk paden met de voormalige leden van het "Syndicate", de heer Y en Erika Price, wiens missie het is om het universum te koloniseren. Walter Skinner wordt vastgehouden door Monica Reyes en de "Cigarette Smoking Man", die bescherming biedt tegen de komende oorlog tussen de mensheid en buitenaardsen. Skinner lijkt alleen geïnteresseerd in het helpen van Mulder en Scully, door op zoek te gaan naar William. De Cigarette Smoking Man onthult dat hij William verwekte door zijn DNA (Desoxyribonucleïnezuur) te verbinden met buitenaardse wezens en Scully te impregneren. |             |                                |                |                                 |                  |  |
| 210 | 2           | This                           | Glen Morgan    | Glen Morgan                     | 10 januari 2018  |  |
| Mulder en Scully worden benaderd door het virtuele bewustzijn van Richard Langly, dat deel uitmaakt van een NSA-simulatie die is ontworpen om tot leven te komen wanneer deelnemers sterven. Langly vraagt zijn vrienden het programma te sluiten omdat de entiteiten daar digitale slaven zijn geworden en hun ideeën worden geoogst. Mulder ontdekt dat Erika Price verantwoordelijk is voor de simulatie en deze gebruikt om haar eigen agenda te ondersteunen. Hij koopt Scully enige tijd, die erin slaagt de servers van de simulatie uit te schakelen, die later niet kunnen worden gevonden zodra een FBI-team terugkeert om te onderzoeken. |             |                                |                |                                 |                  |  |
| 211 | 3           | Plus One                       | Kevin Hooks    | Chris Carter                    | 17 januari 2018  |  |
| Een stortvloed aan doden, waarbij de slachtoffers geplaagd worden door hun eigen dubbelgangers, leiden Mulder en Scully naar de Poundstone-tweeling die een gevaarlijk spel spelen. |             |                                |                |                                 |                  |  |
| 212 | 4           | The Lost Art of Forehead Sweat | Darin Morgan   | Darin Morgan                    | 24 januari 2018  |  |
| Mulder en Scully komen in contact met Reggie die beweert ooit te hebben samengewerkt met Mulder tot aan de dag dat Scully bij de X-files kwam. Volgens hem bouwen de ruimtewezens een muur in het heelal waardoor de mensheid hen nooit zal ontdekken. |             |                                |                |                                 |                  |  |
| 213 | 5           | Ghouli                         | James Wong     | James Wong                      | 31 januari 2018  |  |
| Wanneer een stel tiener meisjes elkaar aanvallen, de een van de ander gelovend dat zij een monster is, ontdekken Mulder en Scully dat hun onderzoek hen misschien leidt naar William. |             |                                |                |                                 |                  |  |
| 214 | 6           | Kitten                         | Carol Banker   | Gabe Rotter                     | 7 februari 2018  |  |
| Tijdens de Vietnam-oorlog was Skinner lid van een eenheid die een kist met onbekende inhoud moest transporteren. Wanneer de kist beschadigd raakt, komt er een groene hallucinerende damp uit waardoor inhaleerders monsters zien. Nu is Skinner plots vermist. Het onderzoek leidt naar de zoon van een voormalig lid van die eenheid diedodelijke vallen heeft geplaatst rondom zijn huis. |             |                                |                |                                 |                  |  |
| 215 | 7           | Rm9sbG93ZXJz                   | Glen Morgan    | Shannon Hamblin & Kristen Cloke | 28 februari 2018 |  |
| In een wereld met altijd voortgaande automatisatie en toenemende kunstmatige intelligentie, belanden Mulder en Scully in een dodelijk kat-en-muisspel. |             |                                |                |                                 |                  |  |
| 216 | 8           | Familiar                       | Holly Benjamin | Benjamin Van Allen              | 7 maart 2018     |  |
| Mulder en Scully onderzoeken een beestachtige aanval op een klein jongetje in Connecticut. |             |                                |                |                                 |                  |  |
| 217 | 9           | Nothing Lasts Forever          | James Wong     | Karen Nielsen                   | 14 maart 2018    |  |
| Tijdens een onderzoek naar gestolen menselijke organen, ontdekken Mulder en Scully een mysterieuze sekte die is doordrongen van macabere rituelen.. |             |                                |                |                                 |                  |  |
| 218 | 10          | My Struggle IV                 | -              | -                               | 21 maart 2018    |  |
| Mulder en Scully haasten zich om een op de vlucht zijnde William te vinden terwijl de "Cigarette Smoking Man" vastbesloten doorgaat met zijn ultieme plan. Mulder achterhaalt dat hij niet de vader is van William. |             |                                |                |                                 |                  |  |